# The Big Party
Pour plus de détails, voir Fiche technique et Distribution.
The Big Party est un film perdu pré-Code américain de 1930 réalisé par John G. Blystone et écrit par Harlan Thompson. Le film met en vedette Sue Carol, Dixie Lee, Walter Catlett, Frank Albertson et Douglas Gilmore. Le film est sorti le 23 février 1930 par Fox Film Corporation.

## Fiche technique
- Réalisation : John G. Blystone
- Scénario : Harlan Thompson
- Production : Fox Film Corporation
- Date de sortie : 23 février 1930

## Distribution
- Sue Carol : Flo Jenkins
- Dixie Lee : Kitty Collins
- Walter Catlett : Mr. Goldfarb
- Frank Albertson : Jack Hunter
- Richard Keene : Eddie Perkins
- Douglas Gilmore